# Samut Songkhram FC
El Samut Songkharam FC (en tailandés: สโมสรฟุตบอลจังหวัดสมุทรสงคราม) es un equipo de fútbol de Tailandia que juega en la Primera División de Tailandia, la segunda liga de fútbol más importante del país.

## Historia
Fue fundado en el año 2005 en la Provincia de Samut Songkhram y se unió a la Liga Provincial de Tailandia, en la cual solamente duró una temporada para ascender a la Primera División de Tailandia.
En su primera temporada en el segundo nivel quedaron en 4º lugar, y con ello obtuvieron el ascenso a la Liga Premier de Tailandia por primera vez en su historia, liga en la que se han mantenido en los lugares intermedios de la tabla, lejos del descenso, pero también lejos de los primeros lugares.

## Palmarés
- Primera División de Tailandia: 0
  - Subcampeón: 1

2007

## Clubes Afiliados
- Bangkok United FC

## Equipo 2016

#### Altas y bajas 2017–18 (verano)
| Altas   | Altas    | Altas       | Altas | Altas |
| Jugador | Posición | Procedencia | Tipo  | Costo |
| ------- | -------- | ----------- | ----- | ----- |

| Bajas           | Bajas     | Bajas             | Bajas     | Bajas |
| Jugador         | Posición  | Destino           | Tipo      | Costo |
| --------------- | --------- | ----------------- | --------- | ----- |
| Warayut Klomnak | Delantero | Air Force Central | Traspaso. | --    |